# 香港の教育
香港の教育（Education in Hong Kong）においては無償の義務教育が実施されており、香港の全域に公立（官立）または補助金を受けている私立学校（津貼資助學校）が存在する。
義務教育は、初等教育（小学校1年から6年）および前期中等教育（中1から中3の初中課程と、中4から中6の高中課程、または、中4、中5の二年制高中と中6、中7の二年制予科課程の、計6年または7年）の合計12年間または13年間である。
香港の学年は9月に始まり、翌年7月までで1年とする。2学期制であり、第1学期（香港では「上学期」と呼ぶ）は9月から1月まで、第2学期（「下学期」と呼ぶ）は2月から7月までとなっている。

## 中等教育まで
| 年齢 | グレード                      | 教育段階           | 教育段階       | 教育段階                 | 教育施設                                 | 教育施設             | 教育施設     |
| ---- | ----------------------------- | ------------------ | -------------- | ------------------------ | ---------------------------------------- | -------------------- | ------------ |
| 2    | N/A                           | 就学前教育         | 就学前教育     | 就学前教育               | N/A                                      | N/A                  | 幼稚園       |
| 3    | N/A                           | 就学前教育         | 就学前教育     | 就学前教育               | 保育所                                   | 保育所               | 幼稚園       |
| 4    | N/A                           | 就学前教育         | 就学前教育     | 就学前教育               | 保育所                                   | 保育所               | 幼稚園       |
| 5    | N/A                           | 就学前教育         | 就学前教育     | 就学前教育               | 保育所                                   | 保育所               | 幼稚園       |
| 6    | Primary 1                     | 初等教育           | 初等教育       | 初等教育                 | 小学校                                   | 小学校               | 中等教育学校 |
| 7    | Primary 2                     | 初等教育           | 初等教育       | 初等教育                 | 小学校                                   | 小学校               | 中等教育学校 |
| 8    | Primary 3                     | 初等教育           | 初等教育       | 初等教育                 | 小学校                                   | 小学校               | 中等教育学校 |
| 9    | Primary 4                     | 初等教育           | 初等教育       | 初等教育                 | 小学校                                   | 小学校               | 中等教育学校 |
| 10   | Primary 5                     | 初等教育           | 初等教育       | 初等教育                 | 小学校                                   | 小学校               | 中等教育学校 |
| 11   | Primary 6                     | 初等教育           | 初等教育       | 初等教育                 | 小学校                                   | 小学校               | 中等教育学校 |
| 12   | Secondary 1                   | 中等教育           | 中等教育       | 中等教育                 | 中学校、シックスフォーム・カレッジ、高校 | ESF Secondary School | 中等教育学校 |
| 13   | Secondary 2                   | 中等教育           | 中等教育       | 中等教育                 | 中学校、シックスフォーム・カレッジ、高校 | ESF Secondary School | 中等教育学校 |
| 14   | Secondary 3                   | 中等教育           | 中等教育       | 中等教育                 | 中学校、シックスフォーム・カレッジ、高校 | ESF Secondary School | 中等教育学校 |
| 15   | Secondary 4                   | 中等教育ディプロマ | 中等教育       | GCSE / iGCSE             | 中学校、シックスフォーム・カレッジ、高校 | ESF Secondary School | 中等教育学校 |
| 16   | Secondary 5                   | 中等教育ディプロマ | 国際バカロレア | GCSE / iGCSE             | 中学校、シックスフォーム・カレッジ、高校 | ESF Secondary School | 中等教育学校 |
| 17   | Secondary 6 (HKDSE)           | 中等教育ディプロマ | 国際バカロレア | Aレベル / 国際バカロレア | 中学校、シックスフォーム・カレッジ、高校 | ESF Secondary School | 中等教育学校 |
| 18   | Local undergraduate programme | N/A                | N/A            | Aレベル / 国際バカロレア | N/A                                      | ESF Secondary School | N/A          |

現在の香港の学校教育において必修の科目とされているものに、以下がある。
- 中国語（文章語の読み（広東語または普通話による）書き、漢文）
- 英語
- 数学
- 常識・通識教育・綜合人文科（日本の社会科に相当）
  - 地理科・観光ともてなし（旅遊與款待）
  - 歴史科
  - 公衆事務（日本の公民科に相当）
- 科学（日本の理科に相当）
  - 物理
  - 化学
  - 生物
- 企業、会計と財務概論（商業）
- 情報通信技術、コンピュータ（「資訊及通訊科技・電腦」。日本の情報科に相当）
- 音楽
- 視覚芸術
- 家政（日本の家庭科に相当）

### 就学前教育
私立の保育所（「幼兒園」）や幼稚園が就学前教育や団体生活の機会を与えている。

### 初等教育
6-12歳までの6年間。

### 中等教育

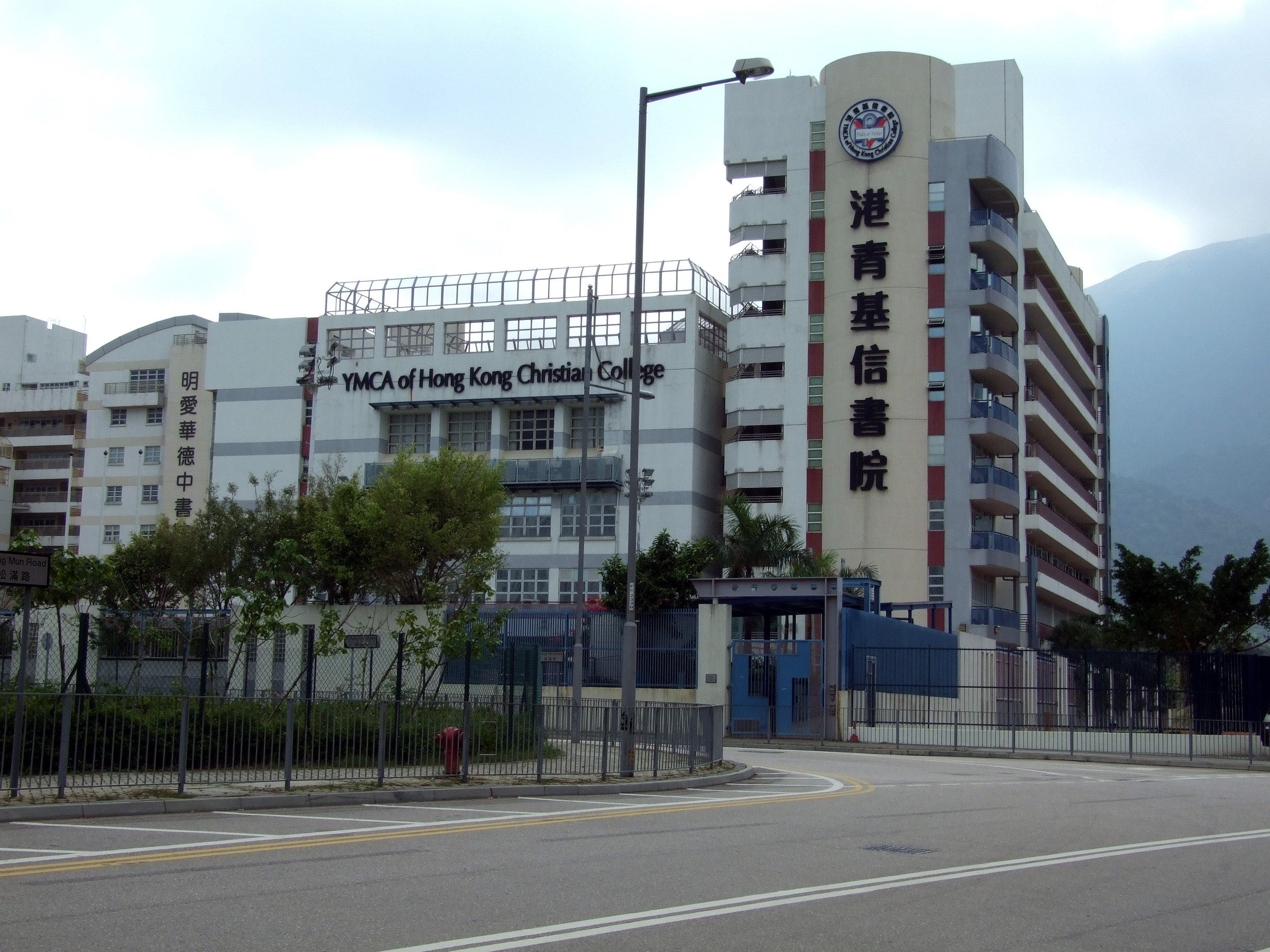
港青基信書院。香港のランタオ島にある中学校。

香港の中等教育は初級中学（3年間）と高級中学（3年間）の二段階であり、高級中学までが義務教育である。
香港の中学校のうち、約20％は英語で教育を行い、約80％は中国語（広東語または普通話）で教育を行っている。
英語で教育を行う中学校は、「英文中学」、「英中」、「EMI学校（English as Medium of Instruction School）」などと呼ばれるが、中国語・中国史は中国語（広東語または普通話）で授業を行い、その他の科目は教科書も英語のものを用いてすべて英語で授業を行う。厳密には、1997年以降の香港政府の教育署（現教育局）の認可を得て英語で教育を行う中一から中三までの3年教育の学校をいう。英語で教育を受けると、国際社会での活動の幅が広がると考えられる半面、科学技術用語なども英語で習うことになるため、中国語または広東語でどういうか知らなかったり、日常生活で知っている事項も英語の単語の意味が分からないために理解が進まなかったりする弊害もあるため、「母語教育（母語教學）」を提唱することも行われている。
中国語で教育を行う中学校は、「中文中学」、「中中」、「母語教学中学」などと呼ばれる。広東語または普通話で授業が行われるが、広東語で授業を行う学校でも、中国語や中国史の授業では普通話を使うことがほとんどである。
高校（高級中学）は義務教育ではないが、2010年に公立高校の受験が廃止された。
（詳細は中国語版Wikipedia「香港英文授課中学」を参照。）

## 高等教育

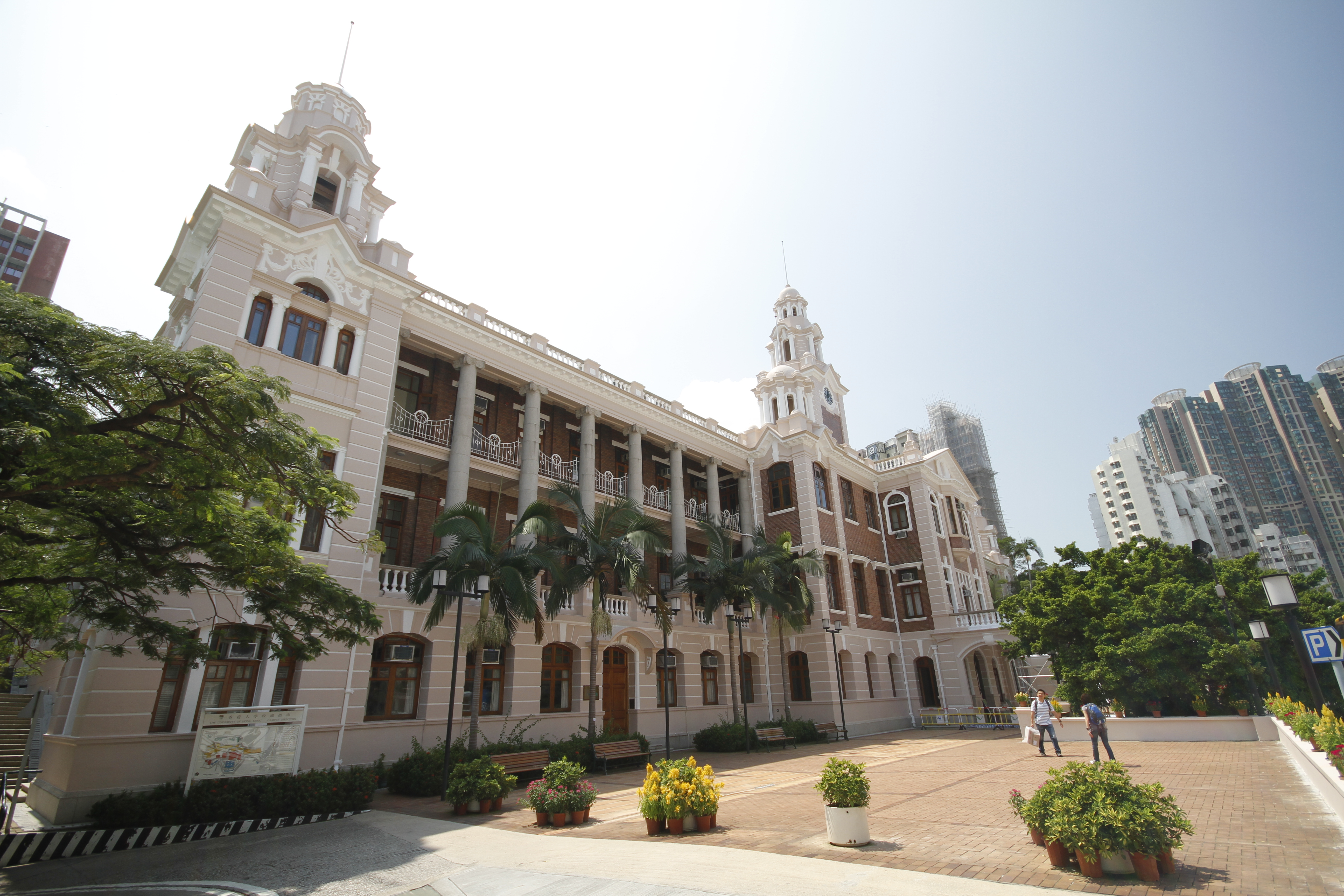
香港大学。Timesランキングでアジア地区3位。

政府から大学奨学金を贈与される学生は、年間20,000人に満たないため、結果として多くの学生が外国の大学に留学している。
政府認可を受けた法定大学（公立）が8校ある。1911年に設立された香港初の総合大学である香港大学（HKU）や、1963年に3学院の合併により設立された香港中文大学（CUHK）が国際的に著名である。長らく、香港の大学は、この2校だけであった。その後、1984年に香港城市大学、1991年に香港科技大学、1994年に香港理工大学と香港浸会大学、1999年に嶺南大学が誕生した。新設された香港科技大学以外は、いずれも既存の「学院」からの昇格である。2006年12月、樹仁学院が大学への昇格を認可され、香港初の私立大学（政府からの資金援助を受けない）である香港樹仁大学となった。2016年5月、香港教育学院が大学に昇格を認可し香港教育大学になった。2018年10月、恒生管理学院が大学に昇格し、2校目の私立大学香港恒生大学が誕生した。このほかに市民大学である香港都会大学がある。
大学以外の高等教育機関としては、法定学院（公立）が1校（香港演芸学院）、認可専上学院（私立）が9校（珠海学院・明愛専上学院・東華学院・明徳学院・香港能仁専上学院・港専学院・宏恩基督教学院・耀中幼教学院・香港伍倫貢学院）ある。
2000年に「副学士」制度が導入された。アメリカのコミュニティー・カレッジが授与する準学士や日本の短期大学士に相当するが、香港では大学などが実施する2年もしくは3年のコースとして実施されている。

## 歴史
香港の教育は暗記だけの「詰め込み教育」（填鴨式教育）に偏りがちで、これまでの教育制度を見直したものの、知識偏重と批判されている。また、批判的思考力が欠けていると指摘されている。

2008年度まで教育制度はイギリス植民地時代からの方式を取り入れたもので、小学校6年と中学前期課程3年を含む義務教育が合計9年、その後の中学後期課程（高校に相当）2年、大学予科2年、大学3年となっていた。
2007年、香港政府教育局は教育改革を行い、教育方針を改めた。教育局は「九種の共通能力」（「九種共通能力」）と「四つのキーポイント」（「四個關鍵項目」）という概念を発表した。
「九種の共通能力」とは以下をいう：
- 協調能力（他人との協調性）
- コミュニケーション能力
- 創造能力（創造力）
- 判断的思考能力
- 情報及び科学技術の応用能力
- 運算能力（算数とそれを応用する能力）
- 問題解決能力
- 自己管理能力
- 研究し学ぶ能力

「四つのキーポイント」とは以下をいう：　
- 徳育及び公民教育（德育及公民教育）
- 読書から学習すること（從閱讀中學習）
- テーマに関する研究及び学習（研究專題研習、PBL）
- ITを活用し、インタラクティブな学習を行う（運用資訊科技進行互動學習）

さらに学制改革により2009年度から実施された「新教育制度」は、義務教育の9年間はそのままで、中学後期課程を3年、大学を4年とする「六三三四制」と呼ばれるもので、日本と同じ。2009年度の高校入学者から適用となり、2012年9月に最初の「四年制大学」の入学者が誕生する。
新教育制度の大学入試は中国語、英語、数学、通識教育の基本4科目と、選択科目2～3科目で実施される予定。選択科目を要求しないとしている大学もあるが、受験するのが文系であっても数学は必須という。
2009年度から「六三三四制」になったため、2011年度から予科課程が廃止される予定で、従来の予科課程へ進学するための試験「香港中學會考」や、大学へ進学するための「香港高級程度會考」を受けて入学資格を得ている人は、大学或いは専門学校などへ進学する場合、改めて「香港中學文憑考試」という試験を受け、合格しないと進学することができない。